# Меридиану (Сан-Паулу)
Меридиану (порт. Meridiano) — муниципалитет в Бразилии, входит в штат Сан-Паулу. Составная часть мезорегиона Сан-Жозе-ду-Риу-Прету. Входит в экономико-статистический микрорегион Фернандополис. Население составляет 4203 человека на 2006 год. Занимает площадь 228,158 км². Плотность населения — 18,4 чел./км².

## Статистика
- Валовой внутренний продукт на 2003 составляет 44.465.934,00 реалов (данные: Бразильский институт географии и статистики).
- Валовой внутренний продукт на душу населения на 2003 составляет 10.790,08 реалов (данные: Бразильский институт географии и статистики).
- Индекс развития человеческого потенциала на 2000 составляет 0,762 (данные: Программа развития ООН).